# Токаїма
Tocaima (ісп. Tocaima) — місто й муніципалітет у колумбійській провінції Верхня Маґдалена (департамент Кундінамарка).

## Історія
До іспанського завоювання місцевість, де нині розташовано муніципалітет Токаїма, населяло одне з племен народу панче. Поселення Токаїма було названо на честь легендарного воїна того племені.
Датою заснування сучасного міста є 20 березня 1544 року. Засновником міста вважається іспанський конкістадор Ернан Венегас Каррільйо.
Місто неодноразово страждало через розливи річки Паті.